# Stenochrus mexicanus
Stenochrus mexicanus är en spindeldjursart som först beskrevs av Verner Hawsbrook Rowland 1971.  Stenochrus mexicanus ingår i släktet Stenochrus och familjen Hubbardiidae. Inga underarter finns listade i Catalogue of Life.